# Rome: Total War
Rome: Total War é um jogo de estratégia desenvolvido pela Creative Assembly e lançado para Windows em 22 de setembro de 2004 pela Activision. A versão de Mac OS X foi lançada pela Feral Interactive no dia 5 de fevereiro de 2010. Este é o terceiro título da série Total War.
O jogo é composto por dois modos distintos de jogo: estratégia por turnos e estratégia em tempo real. Nele o jogador tem a possibilidade de jogar batalhas históricas e fictícias, durante a República Romana e o Império Romano, com diferentes povos, durante o período de 270 a.C. até 14 d.C..
O jogo recebeu análise média de 91.64%, segundo o site GameRankings. Além disso, recebeu diversos prêmios da indústria e apareceu em listas entre os vinte melhores jogos de computador de todos os tempos.
Uma versão remasterizada do jogo foi lançada em 29 de abril de 2021.

## Jogabilidade
No início da campanha o jogador assume o papel de líder de uma das três Casas Romanas que estão disponíveis no jogo em 270 a.C., sendo elas os Julii, os Brutii e os Scipii. Cada uma dessas facções, apesar de terem um exército praticamente idêntico, começam com cidades e objetivos diferentes. A jogabilidade consiste em uma combinação de estratégia em turnos, em uma mapa de campanha, e batalhas em tempo real, em uma mapa de batalha com gráficos em 3D.
Diferentemente da maioria dos jogos de estratégia em tempo real, Rome: Total War não adota um sistema de pontos de vida para cada unidade. Ao invés disso, as unidades são formadas por tropas de até 240 homens (dependendo das configurações do computador do usuário) e obedecem a regras diferentes. A vitalidade das unidades obedecem a regras específicas que remetem ao combate real, como a velocidade da colisão de uma unidade com a outra, a posição das unidades, a moral, o cansaço, relevo do terreno, entre outros, o que força o jogador a obter uma visão mais tática do campo batalha (o que diminui o micromanagement do jogo).

Cena de uma batalha de campo do jogo, no ambiente tático em tempo real. Os falangistas das facções helênicas despertavam verdadeiro fascínio nos jogadores de Rome.

No modo campanha o jogador poderá assumir o controle das cidades de sua facção, controlando o nível de satisfação dos cidadãos, a taxa de crescimento, o que será construído e quem será recrutado, apesar de estas opções poderem ser controladas pela Inteligência Artificial também. Cada turno que se passa equivale a seis meses jogo, e o jogador recebe um resumo do que aconteceu entre as facções controladas pelo computador, além do relatório de gastos de sua facção, com a moeda do jogo, o Denarii. O jogador também pode mover seus soldados no mapa de campanha em uma mecânica parecida com a do jogo Civilization. Quando um exército entra em conflito com outro, o jogador terá três opções: começar a batalha em tempo real, gerar o resultado da batalha automaticamente ou recuar. O jogador pode construir barcos para transportar unidades e combater as frotas inimigas, porém nesse caso apenas batalhas automáticas podem ser realizadas.
Para conquistar uma cidade murada, um exército disponível deverá ataca-la e coloca-la sob cerco, sendo que durante este cerco, as armas de cerco, que variam entre aríetes, escadas, onagros e entre outras, deverão ser construídas para o assalto, podendo serem usados até mesmo elefantes de guerra, apesar de estes só funcionarem com muralhas de madeira. As batalhas nas cidades são em tempo real, e um exército atacante pode sair vitorioso delas de duas formas: ou aniquilando o exército defensor, ou mantendo a praça principal da cidade, sem nenhum defensor durante três minutos.
Existem dois modos de campanha: a curta, onde é necessário a conquista de 15 cidades e onde uma facção pré-determinada deve ser destruída, sendo que esta muda conforme a facção escolhida pelo jogador, e a longa, onde é necessário conquistar 50 cidades, mais Roma. Após o termino de uma campanha, algumas facções que não estavam disponíveis serão liberadas para que o jogador possa utiliza-las, porém o jogador deverá destruir a mesma, na campanha anterior. Apesar disto, existem modificações simples que permitem ao jogador o uso de qualquer facção presente no jogo.

### Família

Um membro da família dos Júlios, com suas variadas características e sua comitiva de auxiliares particulares.

Cada facção começa com um conjunto de membros familiares, formando uma família, que é composta pelo líder da facção, seus filhos, incluindo um herdeiro da facção, seus netos e os cônjuges existentes de todos estes. As famílias de facções romanas são uma representação das gens na Roma antiga e o líder destas, de um Pater familias, conforme a História romana. Apenas os membros masculinos da família são controláveis, uma vez que atingem a idade de maturidade aos 16 anos. Eles tornam-se governadores das cidades da facção quando estacionados nelas e quando estão em deslocamento pelo mapa de campanha, tornando-se generais no comando dos exércitos da facção. Membros masculinos são adicionados à família, por meio de nascimentos ocorridos no meio familiar, bem como por adoção e ou casamento. Os membros da família acabam por morrer, naturalmente, com a idade avançada e por doenças, ou mortos em combate, revoltas, assassinatos ou devido a catástrofes naturais.
Na ausência de generais, no comando dos exércitos em campo, capitães, por padrão, assumem como comandantes. Almirantes cumprem uma função semelhante para frotas, porem não são membros da família, mas aparecem na lista de forças quando exibidos. No entanto, se um capitão é vitorioso em uma batalha, onde as probabilidades estão contra ele, o jogador pode receber a opção de adotar o capitão como membro familiar.
Os familiares podem adquirir características próprias, dependendo de suas ações no campo de batalha ou quando governarem uma cidade. Estas características podem ter efeitos positivos e ou negativos, sobre a capacidade de comando, gerência e influência, do personagem, que por sua vez afeta o seu desempenho no campo de batalha e ou em uma província. Alguns destes traços são hereditários e podem ser herdados pelos filhos de um membro da família. Os familiares também podem adquirir auxiliares, pela mesma mecânica de ações da características. Estes auxiliares, tornam-se membros da comitiva de um general ou governador, sendo o seu número máximo limitado a oito. Esses personagens auxiliares podem ser repassados a outros membros da família, para isso, basta que os personagens estejam no mesmo local e se proceda a transferência pelo painel de detalhes do perfil.

### Agentes
No jogo, existem três tipos de agentes disponíveis para cada facção: os espiões, diplomatas e assassinos. Da mesma forma que os membros da família, os agentes podem adquirir características e auxiliares específicos, que podem ser transferidos, mas apenas para outros agentes de mesmo tipo. Eles podem atravessar, de forma independente, territórios aliados, neutros ou hostis, sem contar como uma invasão de terras alheias. Eles podem ser anexados a um exército, para   protegerem o mesmo, de tentativas de assassinato ou espionagem inimiga. Os espiões podem ser utilizados para coletar informações sobre exércitos, ao longo do mapa de campanha, também podem ser infiltrados em cidades estrangeiras e servirem em um papel de contra-espionagem nas próprias cidades de sua facção, no entanto, podem ser descobertos e mortos, em qualquer missão de espionagem. Os diplomatas podem negociar com outras facções, oferecendo tratados, como alianças e direitos comerciais. Eles também podem tentar subornar exércitos e agentes inimigos. Já os assassinos são usados para assassinar personagens inimigos, bem como para sabotar construções em assentamentos inimigo. Estas missões implicam em um risco de morte para o agente, da mesma forma que acontece com os espiões.

### Mercenários
No mapa de campanha, fora dos assentamentos, os generais podem contratar mercenários por uma determinada quantia de  denários, que pode variar conforme o tipo e a qualidade da tropa mercenária a ser contratada. Essa contratação só é possível em territórios onde há mercenários disponíveis, e ela ocorre de imediato, já que as tropas mercenárias já são treinadas e podem ser postas em uso de imediato. As unidades mercenárias podem variar dependendo de onde são recrutadas, tendo, muitas vezes, suas táticas adaptadas ao terreno local. Ao contrário das unidades regulares da facção, os mercenários não podem ser treinados novamente, para reporem as perdas sofridas em batalha, no entanto, podem ser treinados novamente, em um assentamento, para atualizar suas armas e armaduras.

## Antecedentes
A demo do jogo foi lançada em 23 de agosto de 2004, disponível gratuitamente para download. Ela possui uma versão jogável da Batalha do Rio Trebia, com o jogador assumindo o papel de Aníbal.
Antes de seu lançamento, uma versão preliminar, mas completamente funcional, do motor de jogo, foi usada em duas séries de programas de TV: Batalhas Decisivas pelo History Channel, onde o jogo foi utilizado para recriar batalhas históricas famosas, e Time Commanders pela BBC Two, onde equipes de jogadores assumiram o comando dos exércitos do mundo antigo em batalhas chave da antiguidade. O motor de jogo foi aperfeiçoado especificamente para estes programas de televisão, por historiadores militares, para a máxima exatidão histórica. As batalhas recriadas nos programas tinham a mesma música que as batalhas em Rome: Total War.
A trilha sonora original do jogo foi composta por Jeff van Dyck, que recebeu um BAFTA (British Academy) Interactive Awards, por seu trabalho. Sua esposa, Angela van Dyck,  aparece como vocal em algumas partes da trilha, incluindo "Forever", que toca durante os créditos do jogo, além disso, Angela também escreveu a letra para a canção "divinitus".

## Expansões
Rome: Total War: Barbarian Invasion
Barbarian Invasion adiciona bastante conteúdo no jogo, principalmente em relação às nações bárbaras da Europa e do Leste. Também adiciona um novo gameplay e religião.
Rome: Total War: Alexander
Essa expansão coloca o jogador na posição de Alexandre, o Grande, para que este possa remontar as conquistas e batalhas do grande general macedônio.